# Васішта
Васішта (санскр. वसिष्ठ) — брахман династії Сур'яванша, один з саптаріші (семи великих ріші) сучасної епохи Манвантара в індуїстській міфології. Він володів священную коровою Камандхену та її дочкою Нандіні, здатною виконувати будь-які побажання. Дружиною Васішти була Арундхаті (санскр. अरुंधति). Іменем Васішти та Арундхаті у ведичній астрономії були названі дві зірки в сузір'ї Великої Ведмедиці.
Васішта вважається автором мандали 7 Ріґведи. Він та його родина згадані в Ріґведі (7.33), де підкреслюється їх роль у Битві десяти царів, що робить його одним з двох смертних (інший — Бхаваяв'я), яким присвячені гімни Ріґведи. Також йому приписують авторство праці з ведичної астрології Васішта-Самхіта.